# Comune di Lolland

Chiesa di Danimarca

Il comune di Lolland è un comune danese situato nella regione della Selandia con sede amministrativa nella cittadina di Maribo.
Il comune è stato costituito in seguito alla riforma amministrativa del 1º gennaio 2007 accorpando i precedenti comuni di Holeby, Højreby, Maribo, Nakskov, Ravnsborg, Rudbjerg e Rødby.

## Centri abitati
I centri abitati principali del comune sono:
- Nakskov (12 445)
- Maribo (5 827)
- Rødby (1 957)
- Rødbyhavn (1 516)

## Aree naturali
- Parco safari di Knuthenborg